# Jeckyll & Hyde
Jeckyll & Hyde ist ein Jumpstyle-Projekt des niederländischen DJ und Produzenten Maarten Vorwerk (alias Vorweerk). Gegründet wurde es als Duo mit dem ebenfalls niederländischen Produzenten Ruud van IJperen (alias DJ Ruthless). Unterstützt werden sie dabei vom DJ und MC Patrick Kars alias DJ Red, zusammen mit zwei Jumpstyletänzern und zwei -tänzerinnen. Zusammen sind sie die Gestalt von Jeckyll & Hyde, während sich Vorwerk und anfangs auch Ruthless im Hintergrund hielten. Ihre Tracks produzierten sie gemeinsam und veröffentlichten diese auf ihrem eigenen Plattenlabel Square Beats. Zum Höhepunkt ihrer Karriere ließ sich ihr Musikstil in die Kategorie Jumpstyle einordnen.

## Biografie
Als Duo waren sie in den Clubs bereits vorab unter dem Namen Ruthless & Vorweerk, Jack & The Ripper, Twisted Maniacs und Spanish Flies bekannt. Vorwerk hatte eher schon solo einen Clubhit mit Vietnam, was später umgetauft wurde in Cambodia. Cambodia ist hierbei ein Cover des Originalsongs Cambodia, welches von Kim Wilde aus dem Jahre 1981 ist. Damit hatten sie zum ersten Mal als Jeckyll & Hyde kommerziellen Erfolg.
Der Name geht zurück auf den Roman Strange Case of Dr Jekyll and Mr. Hyde aus dem Jahr 1886 vom schottischen Schriftsteller Robert Louis Stevenson. 2005 wurden unter diesen Namen schon die Singles ‘Kick this one’ und Precious Dreamer veröffentlicht. Die Tracks hatten Erfolg, aber sie erreichten noch nicht das große Publikum. Dies gelang Jeckyll & Hyde Ende 2006 mit der Single Frozen Flame. Nach einer erfolgreichen Veröffentlichung auf Vinyl im Juni 2006 wurde dieser Track im August als CD durch Digidance veröffentlicht.
Im Gegensatz zu ihren früheren Singles wurde Frozen Flame regelmäßig im Radio gespielt. Auch der dazugehörige Stop-Motion-Videoclip, durch Pieter Santens geleitet, wurde oft im Musikfernsehen gespielt. Das Video zeigt Lego-Figuren, welche im Jumpstyle Tanzstil in einer Diskothek tanzen. An den Wänden dieser LEGO-Diskothek hängen Poster von Ruthless & Vorwerk und ihre Label Square Beats. 
Nachdem Frozen Flame sechs Wochen am Anfang der niederländischen Tipparade gestanden hatte, kam das Lied unerwartet auf Platz 35 in die niederländischen Charts. Es blieb lange Zeit in diesen Regionen, jedoch in der achten Woche stieg Frozen Flame unerwartet auf Platz 19 auf, daraufhin auf Platz 11. Im Dezember 2006 veröffentlichten sie unter dem Namen Rudolph & The Grinch den Weihnachten-Track Merry X-Mas (Jeckyll & Hyde Remix).
Nach dem kommerziellen Erfolg sind Jeckyll & Hyde regelmäßig on Tour durch die Niederlande, Belgien und Deutschland.
Ende März 2007 gab es erneut Erfolg für Jeckyll & Hyde: Die Single Freefall erreichte eine Platzierung in die niederländischen Charts. Bereits in der ersten Woche stieg die Single direkt auf Platz 11 ein und in der zweiten Woche weiter auf Platz 1. Damit war Freefall der erste instrumentale Nummer-eins-Hit in den Niederlanden seit 1995, als Conquest of Paradise von Vangelis auf Platz 1 war. Im Juni 2007 begannen Jeckyll & Hyde eine Zusammenarbeit mit Milk Inc. aus Belgien. Zusammen haben sie den Track ‘Sunrise’ aufgenommen und in ganz Europa veröffentlicht. Von diesem Track gab es zwei Versionen. In Belgien war das die original Radio-edit und in den Niederlanden der Jeckyll & Hyde Radio Mix. In den Niederlanden erreichte diese Single Platz 11.
Jeckyll & Hyde erreichten 2007 zwei TMF Awards Nominierungen – den TMF Party Award und den TMF Radio Hit Award, welchen sie auch gewannen. Nachdem DJ Ruthless das Projekt verlassen hatte, führte es Vorwerk mehr oder weniger allein fort. Die Buchungen wurden weniger und auch neue Singles folgten nicht. Jedoch erfolgte keine offizielle Auflösung.

## Mitglieder
- DJ Ruthless (* 10. September 1978 als Ruud van IJperen) ist Mitgründer des Duos, verließ dies jedoch, kurz nach dem Höhepunkt ihres Erfolgs.
- Vorwerk (* 25. April 1980 als Maarten Vorwerk) führte das Projekt allein weiter, Releases und Auftritte folgten nicht. Parallel machte er insbesondere als Ghost-Produzent für andere Projekte und Musiker auf sich aufmerksam, darunter für Dvbbs, Danny Ávila und Dimitri Vegas & Like Mike.

## Diskografie

### Alben
- 2007: The Album
- 2007: The Album – Limited Edition

### Singles
- 2005: Kick This One
- 2005: Precious Dreamer
- 2006: Frozen Flame
- 2006: Freefall
- 2007: Frozen Flame / The Flipside
- 2007: Time Flies
- 2009: Spring Break
- 2009: Break It Down
- 2017: Back in Time

### Remixes
- 2007: Milk Inc. – Sunrise
- 2008: Springstil – Springstil (Ey, heb die Beine an…)